# Kolonia Mrokowska
Kolonia Mrokowska – wieś w Polsce położona w województwie mazowieckim, w powiecie piaseczyńskim, w gminie Lesznowola. Wchodzi w skład sołectwa Mroków.
W latach 1975–1998 miejscowość administracyjnie należała do województwa warszawskiego.